# Роберт Каган
Роберт Каган (англ. Robert Kagan; нар. 26 вересня 1958 у Афінах, Греція) — американський історик, журналіст, аналітик в Інституті Брукінгса. Магістр державної політики і міжнародних відносин (Гарвардський університет). Син американського історика Дональда Кагана. Брат Фредеріка Кагана. Одружений з політикинею Вікторією Нуланд, має двох дітей. Був одним із засновників Проекту нового американського століття.
В даний час старший співробітник Фонду Карнегі за міжнародний мир (англ. «Carnegie Endowment for International Peace»), співробітник Німецького фонду Маршалла, автор щомісячної газетної колонки у Washington Post, член Ради з міжнародних відносин у Брюсселі, член Американського комітету за мир у Чечні. Він був неофіційним і безкоштовним радником кандидата в президенти США Джона Маккейна у його передвиборчій кампанії 2008 року.

## Освіта
Роберт Каган закінчив Єльський університет в 1980 році, вивчав історію, заснував Єльський політичний щомісячник. Пізніше він отримав ступінь Магістра державної політики і міжнародних відносин в Гарвардському університеті та ступінь доктора філософії та історії США в Американському університеті у Вашингтоні, округ Колумбія. Він є старшим науковим співробітником в Інституті Брукінгса.

## Кар'єра
У 1983 році Роберт Каган був радником з питань зовнішньої політики в Нью — Йорку. Протягом 1984—1986 він працював в Департаменті державної політики і був спічрайтером держсекретаря Джорджа Шульца. З 1986 по 1988 рік він служив в бюро Міжамериканських справ у Державному департаменті. У 1997 році він став співзасновником і головою нині вже не існуючого Проекту нового американського століття.
До початку роботи в Інституті Брукінгса у вересні 2010 року, Каган пропрацював 13 років старшим юристом Фонду Карнегі за міжнародний мир. Він був радником з питань зовнішньої політики Джона Маккейна, кандидата від Республіканської партії на пост Президента США на виборах 2008 року.
Каган пише статті для the Washington Post. Крім того, він редактор The New Republic та the Weekly Standard, також він писав для the New York Times, Foreign Affairs, the Wall Street Journal, Commentary, World Affairs, і Policy Review.
2 лютого 2012 року Каган написав есе, де описав «міф про занепад Америки», яке офіційно відзначив Президент США Барак Обама. Це есе — уривок з його останньої книги The world America made, яку the New York Times визнали бестселлером.

## Книги
- A Twilight Struggle: American Power and Nicaragua, 1977—1990 / «Боротьба в сутінках: Американська влада і Нікарагуа, 1977—1990» (1996);
- Of Paradise and Power: America and Europe in the New World Order. (2003) ISBN 1-4000-4093-0 / «Про рай і силу: Америка та Європа у новому світовому порядку»
- Dangerous Nation: America's Place in the World from its Earliest Days to the Dawn of the Twentieth Century. (2006) ISBN 0-375-41105-4 / «Небезпечна держава: місце Америки у світі з перших днів існування до ХХ ст.»
- The Return of History and the End of Dreams. (2008) ISBN 978-0-307-26923-2
- The World America Made. (2012) ISBN 978-0-307-96131-0
- Редактор збірника Present Dangers: Crisis and Opportunity in American Foreign and Defense Policy / «Сьогоднішні небезпеки: Криза та можливості в американській зовнішній і оборонній політиці» (2000, з Вільямом Крістол)